# Calva Y Nada
Calva Y Nada was een Duitse elektroband, die in 1990 gesticht werd door Constantin Warter, alias Breñal. De naam is Spaans voor „kaalheid en niets“; het eerste deel van deze naam verwijst naar het eerste muziekproject van de groep, dat Glatze des Willens heette, en het tweede deel naar het boek L'être et le néant van Jean-Paul Sartre.
Tussen 1991 en 1993 werkten op liveoptredens de toetsenist Martin Tessarek ('Tessi') en de drummer Tom Steinseifer ('Le Puce') mee. In 1992 speelde Peter Augustat op de basgitaar. Later werden ze alle drie door de toetsenist Stefan Müter vervangen, die ook bij Cyan Kills E.Coli speelde.
Stilistisch valt Calva Y Nada zowel onder de elektro als de gothic te klasseren. De stem van zanger Breñal wordt weliswaar niet elektronisch vervormd, maar klinkt doorgaans duister, zwaar en beklemmend. De teksten van de groep zijn zowel in het Duits als in het Spaans. Calva Y Nada was hoofdzakelijk in de jaren 90 actief.

## Discografie
- 1990 El Peste Perverso Lleva Mi Peluca
- 1991 Dias Felizes
- 1993 Monolog (maxi-cd)
- 1993 Monologe eines Baumes
- 1994 Die Katze im Sack (mini-cd)
- 1994 Palpita, Corazón, Palpita
- 1996 Finstere Zeit (maxicd)
- 1996 Das Böse macht ein freundliches Gesicht
- 1998 Schlaf